# Андреа Віейра
Андреа Віейра (порт. Andrea Vieira; нар. 5 лютого 1971) — колишня бразильська тенісистка.
Найвищу одиночну позицію світового рейтингу — 76 місце досягла 6 листопада 1989, парну — 134 місце — 29 квітня 1991 року.
Здобула 11 одиночних та 13 парних титулів туру ITF.
Найвищим досягненням на турнірах Великого шолома було 3 коло в одиночному розряді.

## Фінали турнірів WTA

### Парний розряд:1 поразка
| Результат | Ранг | Дата     | Турнір      | Покриття | Партнерка          | Суперниці                    | Рахунок     |
| --------- | ---- | -------- | ----------- | -------- | ------------------ | ---------------------------- | ----------- |
| Поразка   | 1.   | Жов 1993 | Brasil Open | Ґрунт    | Клаудія Чабалгойті | Забіне Гак Вероніка Мартінек | 2–6, 6–7(4) |

## Фінали ITF
| турніри $75,000 |
| турніри $50,000 |
| турніри $25,000 |
| турніри $10,000 |

### Одиночний розряд: 14 (11–3)
| Результат | Ранг | Дата              | Турнір                          | Покриття | Суперниця          | Рахунок          |
| --------- | ---- | ----------------- | ------------------------------- | -------- | ------------------ | ---------------- |
| Перемога  | 1.   | 6 вересня 1987    | ITF Каракас, Венесуела          | Ґрунт    | Жизеле Фаріа       | 7–6(5), 6–3      |
| Перемога  | 2.   | 14 вересня 1987   | ITF Медельїн, Колумбія          | Ґрунт    | Лусіана Телла      | 6–1, 6–3         |
| Перемога  | 3.   | 21 вересня 1987   | ITF Ліма, Перу                  | Ґрунт    | Макарена Міранда   | 6–3, 7–5         |
| Поразка   | 4.   | 1 листопада 1987  | ITF Сан-Паулу, Бразилія         | Ґрунт    | Ніжі Діас          | 6–2, 3–6, 1–6    |
| Поразка   | 5.   | 11 квітня 1988    | ITF Казерта, Італія             | Ґрунт    | Каті Каверзасіо    | 2–6, 6–3, 5–7    |
| Перемога  | 6.   | 19 листопада 1990 | ITF Флоріанополіс, Бразилія     | Ґрунт    | Дезіре Лойпольд    | 6–4, 6–4         |
| Перемога  | 7.   | 1 вересня 1991    | ITF Белу-Оризонті, Бразилія     | Ґрунт    | Марія Хосе Гайдано | 6–3, 6–4         |
| Перемога  | 8.   | 2 вересня 1991    | ITF Сан-Паулу, Бразилія         | Ґрунт    | Макарена Міранда   | 6–3, 4–6, 6–3    |
| Перемога  | 9.   | 30 жовтня 1994    | ITF Сан-Паулу, Бразилія         | Ґрунт    | Лусіана Телла      | 6–1, 6–4         |
| Перемога  | 10.  | 17 липня 1995     | ITF Сантус, Бразилія            | Ґрунт    | Джоелл Шад         | 6–2, 6–2         |
| Перемога  | 11.  | 26 листопада 1995 | ITF Сан-Паулу, Бразилія         | Ґрунт    | Меган Шонессі      | 6–2, 6–1         |
| Перемога  | 12.  | 1 липня 1996      | ITF Сантус, Бразилія            | Ґрунт    | Джоелл Шад         | 6–2, 2–6, 7–6(9) |
| Перемога  | 13.  | 27 жовтня 1996    | ITF Ріу-Гранді-ду-Сул, Бразилія | Тверде   | Ванесса Менга      | 6–0, 6–2         |
| Поразка   | 14.  | 10 листопада 1996 | ITF Сан-Паулу, Бразилія         | Ґрунт    | Маріана Діас-Оліва | 5–7, 3–6         |

### Парний розряд: 21 (13–8)
| Результат | Ранг | Дата              | Турнір                       | Покриття | Партнерка               | Суперниці                              | Рахунок          |
| --------- | ---- | ----------------- | ---------------------------- | -------- | ----------------------- | -------------------------------------- | ---------------- |
| Перемога  | 1.   | 12 жовтня 1986    | ITF Медельїн, Колумбія       | Ґрунт    | Андреа Тьєцці           | Трейсі Блументрітт Бренда Німаєр       | 4–6, 6–0, 6–2    |
| Перемога  | 2.   | 7 вересня 1987    | Богота, Колумбія             | Ґрунт    | Лусіана Телла           | Кароліна Еспіноса Макарена Міранда     | 7–5, 7–5         |
| Перемога  | 3.   | 14 вересня 1987   | Медельїн, Колумбія           | Ґрунт    | Лусіана Телла           | Макарена Міранда Андреа Тьєцці         | 4–6, 7–5, 6–3    |
| Перемога  | 4.   | 21 вересня 1987   | Ліма, Перу                   | Ґрунт    | Лусіана Телла           | Макарена Міранда Андреа Тьєцці         | 7–6, 6–3         |
| Перемога  | 5.   | 21 березня 1988   | Реймс, Франція               | Ґрунт    | Лусіана Телла           | Габі Кастро Ана Сегура                 | 6–3, 5–7, 6–2    |
| Поразка   | 6.   | 12 квітня 1989    | Сан-Паулу, Бразилія          | Ґрунт    | Лусіана Телла           | Анне Аалонен Сімоне Шилдер             | 5–7, 4–6         |
| Поразка   | 7.   | 13 серпня 1990    | Бразиліа, Бразилія           | Ґрунт    | Лусіана Телла           | Софі Альбінус Саманта Сміт             | 6–7(2), 6–4, 3–6 |
| Перемога  | 8.   | 15 квітня 1991    | Казерта, Італія              | Ґрунт    | Інес Горрочатегі        | Дженніфер Ф'юкс Марія Страндлунд       | 6–2, 6–2         |
| Перемога  | 9.   | 1 вересня 1991    | Белу-Оризонті, Бразилія      | Ґрунт    | Denia Salu              | Роберта Буржаглі Еуженія Мая           | 4–6, 7–5, 6–4    |
| Поразка   | 10.  | 25 листопада 1991 | Порту-Алегрі, Бразилія       | Ґрунт    | Лусіана Корсато-Овсянка | Сібій Ніокс-Шато Сільвія Рамон-Кортес  | 4–6, 3–6         |
| Поразка   | 11.  | 21 червня 1992    | Мілан, Італія                | Ґрунт    | Лусіана Телла           | Нагацука Кьоко Йокоборі Мікі           | 6–3, 1–6, 3–6    |
| Перемога  | 12.  | 30 жовтня 1994    | Сан-Паулу, Бразилія          | Ґрунт    | Лусіана Телла           | Міріам Д'Агостіні Ванесса Менга        | 4–6, 6–3, 6–1    |
| Перемога  | 13.  | 13 лютого 1995    | Богота, Колумбія             | Ґрунт    | Марія Хосе Гайдано      | Джоанн Мур Хімена Родрігес             | 6–4, 1–6, 6–1    |
| Перемога  | 14.  | 31 липня 1995     | Бразиліа, Бразилія           | Ґрунт    | Ванесса Менга           | Херальдін Айсенберг Джоелл Шад         | 6–4, 6–2         |
| Перемога  | 15.  | 20 листопада 1995 | Сан-Паулу, Бразилія          | Ґрунт    | Ванесса Менга           | Еуженія Маїя Лусіана Телла             | 7–6(3), 6–3      |
| Поразка   | 16.  | 5 травня 1996     | Флоріанополіс, Бразилія      | Ґрунт    | Міріам Д'Агостіні       | Флоренсія Сіанфагна Еммануель Гальярді | 6–4, 4–6, 4–6    |
| Перемога  | 17.  | 1 липня 1996      | Сантус (Сан-Паулу), Бразилія | Ґрунт    | Лусіана Телла           | Ванесса Менга Джоелл Шад               | 3–6, 6–1, 6–3    |
| Перемога  | 18.  | 27 жовтня 1996    | Ріу-Гранді-ду-Сул, Бразилія  | Ґрунт    | Міріам Д'Агостіні       | Роберта Буржаглі Лусіана Делла Каза    | 6–7(5), 6–3, 6–0 |
| Поразка   | 19.  | 10 листопада 1996 | Сан-Паулу, Бразилія          | Ґрунт    | Міріам Д'Агостіні       | Маріана Діас-Оліва Ларісса Шерер       | 6–3, 4–6, 2–6    |
| Поразка   | 20.  | 1 грудня 1996     | Сан-Паулу, Бразилія          | Ґрунт    | Міріам Д'Агостіні       | Лаура Монтальво Лусіана Телла          | 3–6, 4–6         |
| Поразка   | 21.  | 7 листопада 2005  | ITF Сан-Паулу, Бразилія      | Тверде   | Ванесса Менга           | Ана Клара Дуарте Роксане Вайзенберг    | 6–3, 5–7, 4–6    |